# Bartosz Kędzierski
Bartosz Eryk Kędzierski (ur. 18 sierpnia 1976 we Wrocławiu) – polski reżyser, scenarzysta, montażysta, aktor dubbingowy, dźwiękowiec, kierownik produkcji, dialogista, przedsiębiorca, prawnik i polityk, niedoszły absolwent reżyserii na Wydziale Radia i Telewizji UŚ (nie posiada tytułu magistra, ponieważ nie podszedł do obrony magisterium), twórca filmów krótkometrażowych i reklamowych (jako montażysta debiutował w fabule filmem Chaos).
Pomysłodawca, autor, reżyser, scenarzysta i montażysta serialu animowanego Włatcy móch (użycza w nim również głosu jednemu z głównych bohaterów – Czesiowi oraz misiowi Przekliniakowi, a także kilku postaciom drugoplanowym i epizodycznym).
Twórca „Parapetu” – cyklu krótkich filmików o perypetiach dwóch roślin żyjących na tytułowym parapecie (filmiki te emitowane były w programie pod tym samym tytułem, a kilka z nich pojawiło się także w programie „TRENDowaci”). Kędzierski użyczył w nich głosu jednemu z bohaterów – palmie imieniem Lucek. Przygotowywał również animacje do programu publicystycznego TVP 1 pt. „Wywiad i Opinie”.

## Rodzina
- Żona: Marta Kędzierska
- Syn: Mieszko (ur. 8 listopada 2007 roku)
- Syn: Tobiasz (ur. 13 maja 2012 roku)

## Filmografia

### Scenarzysta
- 2009: Włatcy móch: Ćmoki, czopki i mondzioły
- 2009: 1000 złych uczynków (odcinkowe)
- 2006–2009: Włatcy móch (serial TV)

### Reżyser
- 2009: 1000 złych uczynków (odcinkowe)
- 2009: Włatcy móch: Ćmoki, czopki i mondzioły
- 2006–2008: Włatcy móch (serial TV)
- 2004–2006: Parapet
- 2002: Sierotka Marysia i krasnoludki
- 2011-2014: Tato! Tato! Tato!
- 2020: Kosmiczny wykop (serial animowany)[1]

### Dubbing
- 2009: Włatcy móch: Ćmoki, czopki i mondzioły –
  - Czesio,
  - Przekliniak,
  - Ojciec Maciusia,
  - Właściciel butiku,
  - Mucha
- 2006–2011: Włatcy móch –
  - Czesio,
  - Przekliniak,
  - Jeden z komandosów (odcinek 15),
  - Wacek Czesia (odcinek 16),
  - Ponury Żniwiarz (odcinek 29),
  - Mel (odcinek 41),
  - Syn Smoka Wawelskiego (odcinek 61),
  - Uczeń II (odcinek 86),
  - Snoofi (odcinek 87)
- 2004–2006: Parapet – Lucek
- 2009: 1000 złych uczynków – Pysio
- 2003: Wirtul@ndia – Miły dżejk odcinki 21,24,26 (W napisach końcowych jako dubbing przedstawiony jako Bimbas Kędzior)

### Montażysta
- 2006–2008: Włatcy móch (serial TV)
- 2006: Chaos
- 2009: 1000 złych uczynków (odcinkowe)

### Animator
- Nauka Jazdy – grafika
- Wywiad i Opinie

### Muzyka
- Wirtul@ndia